# Ti Ro Ro
Raymond Baillargau, conocido como Ti RoRo (escrito también como Ti Ro Ro o Tiroro) fue un percusionista haitiano, reconocido por su estilo en el uso de toques de tambores vudú.  En Haití se le conocía como King of the Drum (el rey del tambor), llegando a influenciar con su forma de tocar incluso a músicos de jazz.
Sus ejecuciones  y colaboraciones pueden encontrarse en solos y trabajos para orquestas como las de Issa el Saieh y el cantante Guy Durosier.

## Discografía
- Issa el Saieh w/Ti Roro, Hi-Fi Haitian Drums; Capitol of the World T-10110.
- Ti Roro "Best Drummer in Haiti"; Cook Road Recordings 5004; c.(1956)
- Ti Roro: Voodoo Drums of Ti RoRo; Monogram 830 (Ti RoRo et ses Tambours Vaudou/& his Voodoo Drums; Request/Sounds of the Caribbean SLP-733)[1]
- "A night in Port-au-prince" (1959).
- Ti Roro et son Tambour; Ibo/Macaya 109 (Haiti).
- Ti-Roro/Ti-Marcel: Voodoo Drums in Hi-Fi; Atlantic 1296.